# ناوکی ایشیهارا
ناوکی ایشیهارا (انگلیسی: Naoki Ishihara؛ زادهٔ ۱۴ اوت ۱۹۸۴) بازیکن فوتبال اهل ژاپن است.
از باشگاه‌هایی که در آن بازی کرده‌است می‌توان به باشگاه فوتبال اوراوا رد دیاموندز و باشگاه فوتبال سانفریس هیروشیما اشاره کرد.